# Norbert Burger
Norbert Burger (ur. 24 listopada 1932 w Kolonii, zm. 16 maja 2012 tamże) – niemiecki polityk, burmistrz Kolonii w latach 1980–1999, honorowy obywatel Katowic.
W 1997 został wyróżniony honorowym obywatelstwem miasta Katowice za zainicjowanie współpracy między obu miastami.